# Kurdische Fußballauswahl
Die kurdische Fußballauswahl ist eine von den internationalen Fußballverbänden AFC und FIFA nicht anerkannte Fußballauswahl. Die kurdische Fußballauswahl ist die offizielle Fußballnationalmannschaft der Autonomen Region Kurdistan. Da Kurdistan kein AFC- und FIFA-Mitglied ist, kann sie nicht an den Asienmeisterschaften und Weltmeisterschaften teilnehmen. Alternativ wird daher bei internationalen Turnieren von der Organisation CONIFA teilgenommen.

## Geschichte
Beim Viva World Cup 2008 in Schweden, einer Alternativveranstaltung zur offiziellen WM, erreichte die Mannschaft den 4. Platz nach einer 3:1-Niederlage im Spiel um Platz 3 gegen Sápmi. Ihren ersten und einzigen Sieg feierten die Kurden in diesem Turnier im Spiel gegen die Provence.
Im Dezember 2008, während der 5. Generalversammlung, wurde Kurdistan eine volle Mitgliedschaft im NF-Board gewährt. 2011 war die Autonome Region Kurdistan Gastgeber des Viva World Cups.
Beim Viva World Cup 2009 in Italien wurde die kurdische Fußballauswahl Zweiter im Turnier. Im Halbfinale besiegten die Kurden die Provence mit 6:0 und im Finale unterlagen sie gegen Padanien mit 0:2.
Beim Viva World Cup 2010 auf Malta wurde die kurdische Fußballauswahl wieder Zweiter im Turnier. Im Halbfinale besiegten die Kurden Okzitanien mit 2:1 und im Finale unterlagen sie gegen Padanien mit 0:1.
2012 schließlich konnte sie zum ersten Mal das Turnier gewinnen, indem sie im Finale die Mannschaft der Türkischen Republik Nordzypern 2:1 besiegten.
2013 wurde die Confederation of Independent Football Associations (CONIFA) gegründet und organisiert seit dem alle zwei Jahre eine Weltmeisterschaft für Staaten, Minderheiten, staatenlose Völker und Regionen, die nicht Mitglied der FIFA sind. In den jeweiligen CONIFA Weltfussballmeisterschaften konnte sich die kurdische Fußballauswahl bisher für die CONIFA-Weltfußballmeisterschaft 2014 in Sápmi (Schweden), sowie für die CONIFA-Weltfußballmeisterschaft 2016 in Abchasien (Georgien) qualifizieren. Während man noch im Vorgängerturnier „VIVI World Cup“ jedes Mal unter den Top 4 war, verliefen die Teilnahmen bei diesem neuen Turnier weniger erfolgreich. In der CONIFA-Weltfußballmeisterschaft 2014 schied man im Viertelfinale gegen Ellan Vannin mit einem 1:1 (4:2 n.E) aus und belegte somit den 6. Platz. Auch zwei Jahre später schied man im Viertelfinale aus, diesmal gegen Padanien mit einem 2:2 (6:7 n. E.). Die Platzierung verlief mit einem 9. Platz nochmal schlechter aus. Die finale Platzierung werden in der sogenannten „Platzierungsrunde“ ermittelt.
Während der Qualifikation zur CONIFA-Weltfußballmeisterschaft 2018 in London konnte sich die kurdische Fußballauswahl nicht genug Punkte erspielen, weswegen sie sich nicht qualifizieren konnten. Somit war dies das erste Mal seit 2008, dass die kurdische Fußballauswahl an keinem internationalen Turnier teilnahm.

## Offizielles Kurdistan FA Emblem
Das Emblem des kurdischen Fußballverband wurde vom kurdischen Künstler Rawand Sirwan Nawroly (kurdisch نهورڕۆڵی رهوه نهورڕۆڵی) entworfen. Das Emblem stellt die Farben der kurdischen Flagge dar, wobei das Rot das Newroz-Feuer darstellt. Der gelbe Ball stellt die Sonne und das grüne Banner die grüne Landschaft dar.

## Teilnahme am Viva World Cup
| Jahr | Ort                       | Platzierung |
| 2008 | Schweden                  | 4. Platz    |
| 2009 | Italien                   | 2. Platz    |
| 2010 | Malta                     | 2. Platz    |
| 2012 | Autonome Region Kurdistan | 1. Platz    |

## Teilnahme an der CONIFA-Weltfußballmeisterschaft
| Jahr | Ort                          | Platzierung          |
| ---- | ---------------------------- | -------------------- |
| 2014 | Sápmi                        | 6. Platz             |
| 2016 | Autonome Republik Abchasien  | 9. Platz             |
| 2018 | England / London             | Nicht qualifiziert   |
| 2020 | Autonome Republik Somaliland | Teilnahme ausstehend |

## Trainer
- Abdullah Mahmoud (2008–2016)
- Khasraw Groon (seit 2016)